# Scorpio atlasensis
Espèce
Scorpio atlasensis est une espèce de scorpions de la famille des Scorpionidae.

## Distribution
Cette espèce est endémique d'Algérie. Elle se rencontre dans l'Atlas tellien,.

## Systématique et taxinomie
Cette espèce a été décrite par Khammassi, Harris et Sadine en 2023.

## Étymologie
Son nom d'espèce, composé de atlas et du suffixe latin -ensis, « qui vit dans, qui habite », lui a été donné en référence au lieu de sa découverte, l'Atlas.

## Publication originale
- Khammassi, Harris, Sadine, El Bouhissi & Nouira, 2023 : « Description of a new species of Scorpio (Scorpiones: Scorpionidae) from Northwestern Algeria using morphological and molecular data. » Biologia, vol. 2023, p. 1-12.